# Medalia „Meritul comercial și industrial”
Medalia „Meritul comercial și industrial” este o decorație civilă pe domenii de activitate instituită de regele Carol I prin Decretul Regal 4794 din 22 noiembrie 1912 care se acorda comercianților și industriașilor, indiferent de naționalitate, cari au contribuit, sub orice formă, la progresul comerțului și industriei țării, fie prin exercitarea, îndrumarea și ocrotirea acestor ramuri de activitate, fie prin ajutorul dat învățământului comercial și industrial. Decretul prevedea, de asemenea, posibilitatea acordării acestei medalii și personalului Ministerului de Industrie și Comert, precum și consulilor.

## Descriere
Decretul prevedea crearea unei medalii cu trei clase: aur, argint și bronz.
Medalia, de formă circulară cu diametrul de 32 mm și patinată mat, are pe avers efigia regelui Carol I înconjurată de cuvintele Carol I Rege al Romaniei iar pe revers cuvintele MERITUL COMERCIAL ȘI INDUSTRIAL scrise orizontal în majuscule pe patru rânduri și încadrate în partea superioară și inferioară de câte o stea. Pe marginea medaliei, atât pe avers cât și pe revers, este gravată câte o ghirlandă din frunze de stejar reținută, la extremitatile axelor verticale și orizontale, prin dooa bandelete încrucișate.
Atașarea medaliei la panglică este realizată printr-un inel. Panglica, cu lățimea de 32 mm, este din moar de culoare verde smarald cu o bandă centrală de culoare aurie cu lățimea de 5 mm.
Decretul stabilea ca medalia să fie pierdută în caz de condamnare sau de faliment. 

## Evoluția medaliei
Anterior instituirii acestei medalii, meritele persoanelor care activau în domeniile comerțului sau industriei erau răsplătite cu medalia „Bene Merenti” instituită în 1876. Dezvoltarea economică a țării la începutul secolului al XX-lea a impus crearea acestei recompense care a fost decernată până la reforma sistemului de decorații din 1948. Spre deosebire însă de alte două recompense, Meritul Cultural sau Meritul Agricol care asociau un ordin și o medalie, Meritul comercial și industrial a fost constituit doar din medalie.
În perioada comunistă nu au existat decorații specifice domeniilor comercial și industrial, Ordinul Muncii și Medalia Muncii, titlul de Erou al Muncii Socialiste, asociind Medalia de aur „Secera și Ciocanul”, Ordinul „Victoria Socialismului” sau insigna „Fruntaș în întrecere socialistă” fiind folosite pentru a recompensa meritele deosebite.
În 2000, prin Legea nr. 29/2000 privind sistemul național de decorații al României, sunt instituite Ordinul și Medalia „Meritul Industrial și Comercial”. Condițiile de acordare precum și însemnele au fost stabilite prin Legea nr. 392/2004 privind Ordinul Meritul Industrial și Comercial și Medalia Meritul Industrial și Comercial.